# فيليب ستانتون
فيليب ستانتون (بالإنجليزية: Philip Stanton)‏ هو كاتب أمريكي، ولد في 1962.